# Friendship (Couva-Tabaquite-Talparo)
Friendship es una localidad de Trinidad y Tobago, que forma parte de la región de Couva-Tabaquite-Talparo.

## Geografía
La localidad abarca parte de la isla Trinidad y limita al norte con Point Lisas y Dow Village, al sur con Claxton Bay, al este con Phoenix Park y al oeste con el golfo de Paria.

## Demografía
Datos demográficos de la localidad de Friendship:
| Gráfica de evolución demográfica de Friendship entre 2000 y 2011 |
|                                                                  |